# Чутожмонка
Чутожмо́нка (Чутожмунка, Чутужмунка) — река в Удмуртии, течёт по территории Малопургинского и Завьяловского районов, правый приток Яганки.
Длина реки — 11 км. Начинается на высоте 114 м над уровнем моря от слияния Песьянки и Песчанки. Впадает в Яганку около северо-западной окраины села Яган-Докья.
В бассейне реки расположены деревни Чутожмон и Ильинск, а также Байкузино.
Код водного объекта в государственном водном реестре — 10010101212199000000460.